# Ibrahima Ba Eusebio
Ibrahima Ba, meglio conosciuto come Ibrahima Ba Eusebio (Dakar, 16 maggio 1951), è un ex calciatore senegalese, di ruolo difensore e centrocampista. 

## Biografia
Il figlio Ibrahim Ba ne ha seguito le orme, divenendo anch'egli calciatore..

## Caratteristiche tecniche
Era un terzino mancino tecnico e molto veloce, e per le sue doti era paragonato alla stella portoghese Eusébio e per questo così soprannominato. In Francia era conosciuto come Ibra.

## Carriera

### Club
In patria giocato per il Jeanne d'Arc ed il Diaraf, tra le più importanti squadre senegalesi. 
Con il Diaraf ha vinto tre campionati e due Coupe du Sénégal.
Nel 1977 si trasferisce in Francia al Le Havre, con cui vince il girone ovest della Division 3 1978-1979, ottenendo la promozione nella serie cadetta francese. L'adattamento in Francia è stato molto veloce grazie all'allenatore Jean-Pierre Hureau. Terminata l'esperienza con le HAC, passa all'Abbeville, sempre nella seconda serie, in cui chiuderà la carriera agonistica nel 1984.
Nel 1989 organizzò una partita celebrativa in suo onore a Dakar, a cui parteciparono giocatori del calibro di Roger Milla, Marcel Desailly e Basile Boli.

### Nazionale
Ha giocato con la nazionale senegalese, ricoprendo anche il ruolo di capitano.

## Palmarès

### Competizioni nazionali
- Campionato senegalese: 3

Diaraf: 1975, 1976, 1977
- Coppa del Senegal: 2

Diaraf: 1973, 1975